# GSC3699-2151
GSC3699-2151 — хімічно пекулярна зоря спектрального класу A5, що має видиму зоряну величину в смузі V приблизно 11,4.